# 周泾巷站
周泾巷站是一个京沪线上的铁路车站，位于江苏省无锡市滨湖区太湖街道，目前为四等站，邮政编码为214036。1905年修建沪宁铁路时在当时无锡周氏周泾支的聚居地周泾村右设站。

## 运营状况
周泾巷站设有4条股道，包括2条正线、2条到发线，同时设有2座客运站台。车站曾经办理客运业务，每天有一趟上行、下行的慢车停靠。目前车站不再办理客运业务，货运仅办理专用线、专用铁道整车货物发到。车站设有通往中国石化无锡石油分公司和中储发展股份有限公司无锡物流中心的专用线，主要到发货品为钢材、化工类:672。
2003年12月23日9点30分开始，上海铁路局撤销苏州车务段，周泾巷站划归为无锡直属站管辖。

## 事件
1927年3月27日，中共无锡县总工会发动工人纠察队在南门旗站、周泾巷站、皋桥等处破坏铁路以应对北伐军北上。当日晚间一列军车在周泾巷站脱轨颠覆，导致沪宁铁路瘫痪。之后在中共无锡地委和县总工会的配合下，北伐军兵于3月21日下午不血刃地占领无锡。